# FK Ljubić
FK Ljubić ist ein Fußballverein aus Prnjavor in Bosnien und Herzegowina.
Der Verein wurde 1946 gegründet und spielten bis zur Saison 2010/11 in der ersten Liga der Republika Srpska, die eine der zweiten Ligen Bosnien-Herzegowinas ist. In der Saison 2005/06 belegte die Mannschaft, die auch „die Blauen“ (serbisch Plavi) genannt wird, hinter FK Borac Banja Luka den zweiten Platz in ihrer Liga und verpasste damit knapp den Aufstieg in die Premijer Liga, die oberste Liga Bosnien-Herzegowinas. Im Sommer 2010 belegte der Verein nur den vorletzten Tabellenplatz und stieg somit in die zweite Liga der Republika Srpska ab.
Spielstätte ist das Stadion Borik, das über 2500 Plätze (alles Stehplätze) verfügt. In der Saison 2005/2006 betrug die durchschnittliche Zuschauerzahl bei Heimspielen 1500 Zuschauer, was für einen bosnischen Zweitligisten überdurchschnittlich ist. Das Stadion im Sport- und Erholungszentrum „Borik“ wurde 2008 saniert und modernisiert. Es gibt keinen offiziellen Fan-Club.
Der FK Ljubic hat eine Filialmannschaft namens FK Lazina Voda Prnjavor, die in innerhalb des Ligasystems der Republika Srpska in der dritten Liga spielt. 